# Ragnar Dylte

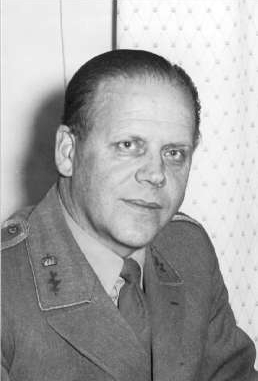
Ragnar Dylte.

Johan Ragnar Dylte, född den 15 oktober 1906 i Väddö församling, Stockholms län, död den 23 december 1982 i Linköping, Östergötlands län, var en svensk militär.
Dylte blev fänrik vid Norrbottens regemente 1929, löjtnant där 1931 och kapten 1940. Han övergick till Signalregementet 1941 och tjänstgjorde som signalofficer vid Sjätte militärområdets stab från 1942, vid Tredje militärområdets från 1952. Dylte befordrades till major sistnämnda år och var, vid sidan av stabstjänsten, chef för Signalregementets kompani i Skövde 1952–1957. Han övergick sedan till signaltruppernas reserv. Dylte blev riddare av Svärdsorden 1949. Han är gravsatt i minneslunden på Södra griftegården i Linköping.